# Kaple svatého Antonína Paduánského (Nadryby)
Kaple svatého Antonína Paduánského je římskokatolická kaple v Nadrybách v okrese Plzeň-sever zasvěcená svatému Antonínovi. Je chráněna jako kulturní památka České republiky.

## Historie
Stavba vznikla původně jako trojboká zvonice postavená v roce 1725 pravděpodobně podle projektu architekta Jana Blažeje Santiniho. Podle pamětní listiny z roku 1725 ji nechal vystavěn opat plaského kláštera Evžen Tyttl s pomocí místních obyvatel. Původně byla zasvěcena Nejsvětější Trojici, čemuž odpovídá i symbolika architektonické kompozice založené na půdorysu sférického trojúhelníku.
Roku 1865 k ní byla přistavěna kaple obdélného půdorysu zasvěcená Antonínu Paduánskému. Donátorem byl místní občan Antonín Šimice. Jeho syn koncem 19. století nechal zhotovit oltář s obrazem sv. Antonína a založil fundaci ke sloužení mše u příležitosti svátku tohoto světce.
V roce 1898 byla v krovu věžičky nalezena schránka s pamětní listinou z roku 1725 a také v pozdějších letech sem byly vkládány různé zápisy a dobové předměty (mince). Kaple byla prokazatelně obnovována v roce 1905, kdy došlo ke zhotovení nové báně.

## Popis

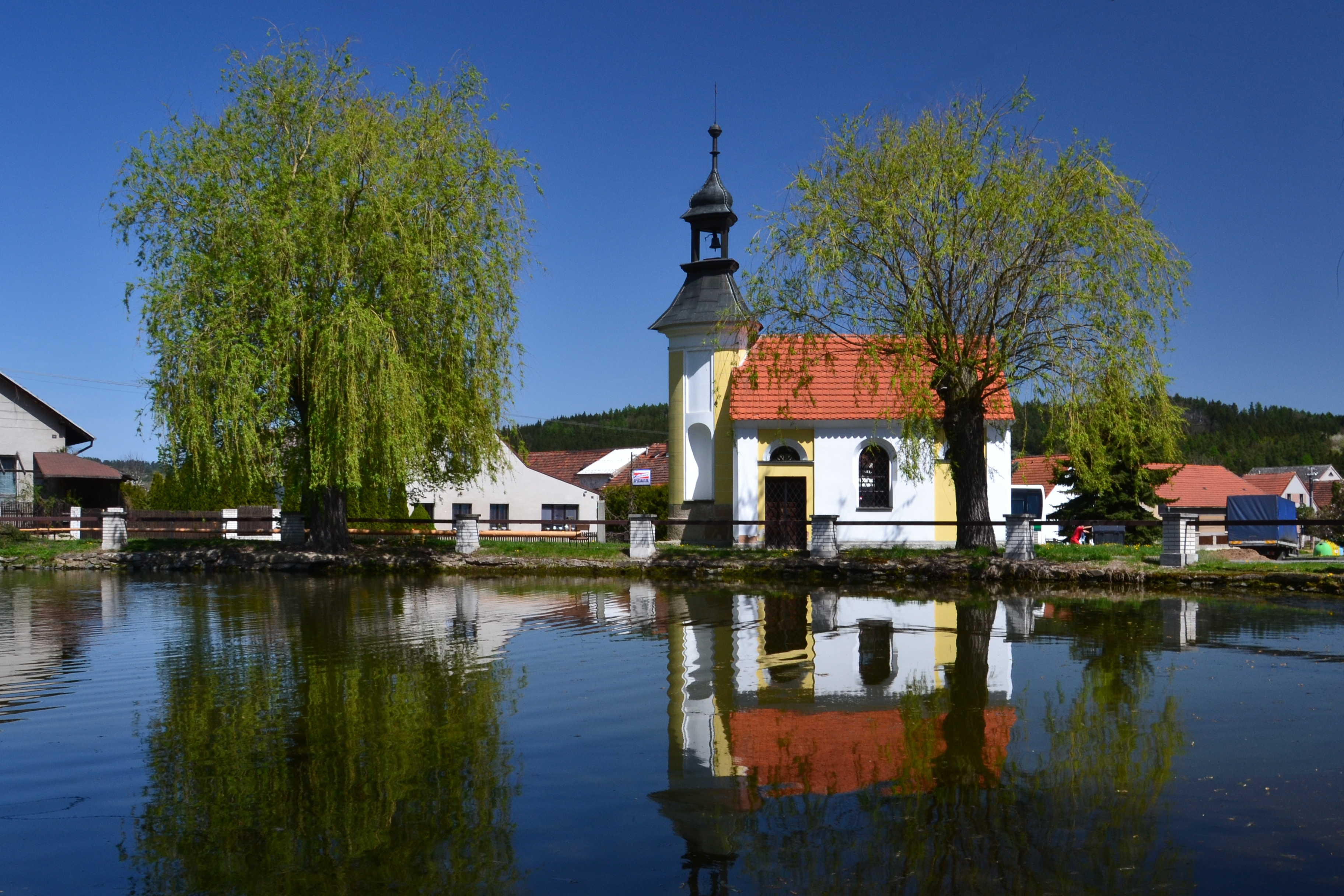
Pohled z jihozápadu

Kaple stojí na návsi uprostřed obce na břehu rybníka. 
Dvoudílný objekt sestává z kaple na půdorysu obdélníka a zvonice, jejíž půdorys má tvar trojúhelníka. Věžová zvonice má vypouklé stěny s horizontálně spárovanými nárožími. Uprostřed stěn se nachází půlkruhové niky a nad nimi obdélná vpadlá pole. Věž kryje jehlancová střecha se zvonicí, ve které visí zvon se znakem opata Tyttla datovaný rokem 1717. Na věž navazuje obdélná loď s polokruhově ukončenými okny a sedlovou střechou. Dovnitř se vstupuje obdélným portálem s polokruhovým světlíkem. Interiér je zaklenutý valenou klenbou, ale podle jiných zdrojů má plochý strop. Ve zvonici se nachází pouze přístupová šachta ke krovu s otvory ve zdi místo žebříku.